# Courchamps (Maine-et-Loire)
Courchamps ist eine französische Gemeinde mit 530 Einwohnern (Stand: 1. Januar 2022) im Département Maine-et-Loire in der Region Pays de la Loire. Die Gemeinde gehört zum Arrondissement Saumur und zum Kanton Doué-en-Anjou. Die Einwohner werden Courchampois genannt.

## Lage
Courchamps liegt etwa zehn Kilometer südwestlich von Saumur. Umgeben wird Courchamps von den Nachbargemeinden Les Ulmes im Norden und Nordwesten, Distré im Norden und Nordosten, Le Coudray-Macouard im Osten und Südosten sowie Cizay-la-Madeleine im Süden und Westen.

## Bevölkerungsentwicklung
| Jahr                       | 1962 | 1968 | 1975 | 1982 | 1990 | 1999 | 2006 | 2018 |
| Einwohner                  | 370  | 361  | 340  | 368  | 426  | 430  | 443  | 515  |
| Quellen: Cassini und INSEE |      |      |      |      |      |      |      |      |

## Sehenswürdigkeiten

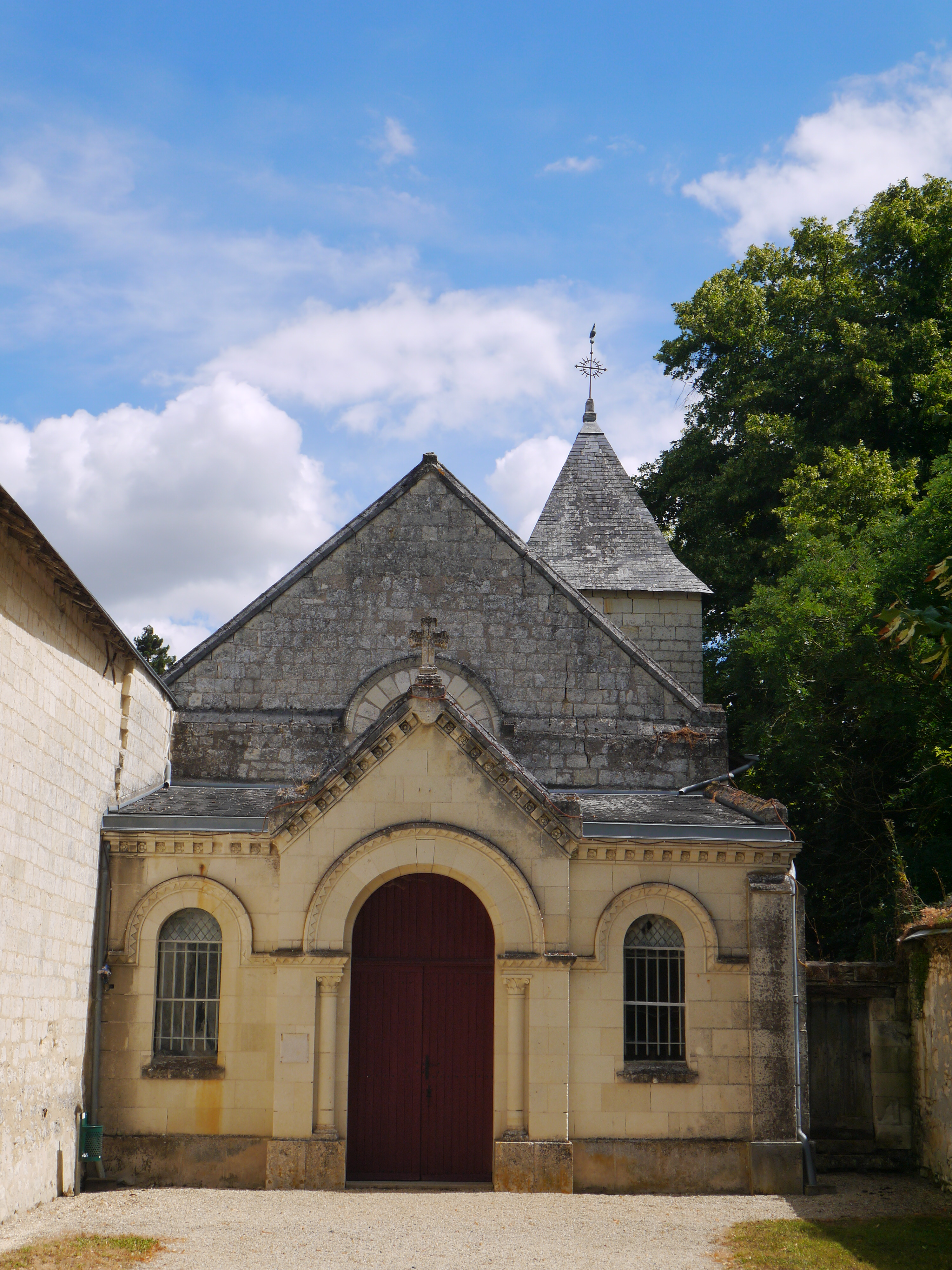
Kirche Saint-Clair

- Kirche Saint-Clair

## Weinbau
Die Reben in Courchamps gehören zum Weinbaugebiet Anjou.